# BAR 005
Der BAR 005 war ein Formel-1-Rennwagen, mit dem British American Racing an der Formel-1-Weltmeisterschaft 2003 teilnahm.
Der BAR 005 wurde am 14. Januar auf dem Circuit de Catalunya in Spanien offiziell vorgestellt. Das Auto wurde von Jacques Villeneuve und Jenson Button gefahren, ersterer wurde beim letztes Rennen der Saison, dem Großen Preis von Japan durch Testfahrer Takuma Satō ersetzt. Testfahrer des Teams waren Satō und Anthony Davidson.
Der 005 wurde hauptsächlich von Geoff Willis entwickelt, der von Williams zu BAR gewechselt war. 

## Renngeschichte
Die Saison 2003 war ein Wendepunkt in der Beziehung zwischen Jacques Villeneuve, der von Anfang an für das Team angetreten war, und BAR, da das Nachwuchstalent Jenson Button bessere Leistungen zeigte. Während Villeneuve in den ersten Rennen der Saison ausschied bzw. keine Punkte erzielte, belegte Button beim sechsten Saisonlauf, dem Großen Preis von Österreich den vierten Platz. Beim folgenden Großen Preis Monaco erlitt Button am Samstagmorgen im Freien Training einen schweren Unfall, sodass er nicht am Rennen teilnehmen konnte. Beim Großen Preis der USA hatte Button eine Zeit lang in Führung gelegen, musste das Rennen aber später aufgeben.
Villeneuves Beziehung zum Team verschlechterte sich so sehr, dass sein Vertrag vor dem Saisonende beim Großen Preis von Japan gekündigt wurde. Für das letzte Rennen nahm Takuma Satō seinen Platz ein. Satō wurde beim Rennen Sechster, Button Vierter.
Mit 26 Punkten belegte das Team den fünften Platz in der Konstrukteurswertung.

## Sponsoring und Lackierung
Für 2003 wurde die Lackierung mit schwarz-rot-goldenen Streifen auf der Vorderseite und der Motorabdeckung geändert. BAR verwendete mit Ausnahme der Großen Preise von Frankreich, Großbritannien und der USA, wo ein Tabakwerbeverbot galt, Lucky-Strike-Logos.